# Hanna Aniszczuk
Hanna Tarasauna Aniszczuk (biał. Ганна Тарасаўна Анішчук, ros. Анна Тарасовна Онищук, Anna Tarasowna Oniszczuk; ur. 8 stycznia 1957 w Młynowym) – białoruska nauczycielka i polityk, w latach 2008–2012 deputowana do Izby Reprezentantów Zgromadzenia Narodowego Republiki Białorusi IV kadencji.

## Życiorys
Urodziła się 8 stycznia 1957 roku we wsi Młynowe, w rejonie ratnieńskim obwodu wołyńskiego Ukraińskiej SRR, ZSRR. Ukończyła Kijowski Państwowy Instytut Pedagogiczny im. Gorkiego, uzyskując wykształcenie historyka. Pracowała jako nauczycielka historii w szkole, kierownik muzeum na Ukrainie, pracowniczka naukowa muzeum w Twierdzy Brzeskiej, nauczycielka historii, zastępczyni dyrektora ds. pracy wychowawczej, dyrektor Szkoły Średniej Nr 11 o profilu ekonomicznym w Brześciu, dyrektor Gimnazjum Nr 6 im. Żukowa w Brześciu.
27 października 2008 roku została deputowaną do Izby Reprezentantów Zgromadzenia Narodowego Republiki Białorusi IV kadencji z Brzeskiego-Wschodniego Okręgu Wyborczego Nr 3. Pełniła w niej funkcję członkini Stałej Komisji ds. Edukacji, Kultury, Nauki i Postępu Naukowo-Technicznego. Od 13 listopada 2008 roku była członkinią Narodowej Grupy Republiki Białorusi w Unii Międzyparlamentarnej. Jej kadencja w Izbie Reprezentantów zakończyła się 18 października 2012 roku.

## Odznaczenia
- Gramota Pochwalna Ministerstwa Edukacji Republiki Białorusi;
- Gramota Pochwalna Zgromadzenia Narodowego Republiki Białorusi[1].

## Życie prywatne
Hanna Aniszczuk jest mężatką, ma syna.